# الألعاب الذهنية
الألعاب الذهنية أو الألعاب التعليمية تعتبر من الاتجاهات الحديثة في تكنولوجيا التعليم لأنها تدفع الطفل للتفاعل مع المواد التعليمية ومع غيره من الأطفال في مواقف تعليمية يسودها النشاط الهادف، وتنمي مهارات التواصل والتفاعل مع البيئة المحيطة، مما يزيد من قدرة الطفل على التعبير الخلاق والابداع والتعبير عن نفسه في إطار مقبول اجتماعيا.

## مزايا استخدام الألعاب الذهنية
- تشد انتباه الأطفال وتساعدهم على تركيز المعلومة في اذهانهم.
- تقوم بتنمية ذكاء الأطفال ومدّهم بالمهارات اللازمة ودفعهم عبر الألعاب التعليمية المقترحة لمختلف الأعمار والمستويات إلى الملاحظة الدقيقة.
- تعويد الأطفال على التفكير الصائب المنتج والاعتماد على النفس وإيجاد الحلول التي تولّد فيهم رغبة التعلـّم، وتمدهم بالطاقة اللازمة لمواجهة صعوبات الدراسة والحياة.
- تزيد دافعية التعلم، والمشاركة الايجابية للاطفال في علمية التعلم
- تساعد في تعلم الأطفال من جميع الجوانب(المعرفية- المهارية- الوجدانية)

## صفات الألعاب الذهنية
1. اللعبة نشاط يمارسه الفرد أو مجموعة من الأفراد.
2. تلبي حاجات فسيولوجية عند الفرد.
3. تحقق المتعة والتسلية.
4. تحقق أهدافا قد تكون مرتبطة بالمنهاج.
5. تنمية القدرة على الاتصال والتفاعل مع الآخرين.
6. تنمي الناحية العقلية وتثير العقل على التفكير.
7. زيادة التفاعل الصفي الإيجابي.
8. انتقال أثر التعلم وإعطاء معنى لما يتعلمه الفرد.

## أهداف الألعاب الذهنية
- الألعاب الذهنية أداة تعلم.
- تنمية الجوانب المعرفية.
- تنمية الجوانب الاجتماعية.
- تنمية التفكير الإبداعي.
- إتاحة الفرصة للفرد للتعرف على قدراته الطبيعية.
- تعتمد الألعاب الذهنية في تحقيقها للأهداف على عنصر المنافسة .

## أنواع الألعاب الذهنية

### من حيث عدد المشاركين
- ألعاب ذهنية فردية.
- ألعاب ذهنية جماعية.

### من حيث المكان المناسب
- ألعاب داخلية

### من حيث الجانب الإنساني المستخدم
- ألعاب القوى الذهنية.